# انتخابية هسن
 انتخابية هسن (بالألمانية: Kurfürstentum Hessen) دولة رقـّاها نابليون في عام 1803 من لاندغريفية هسن كاسل. عند إلغاء الإمبراطورية الرومانية المقدسة في عام 1806، اختار الأمير الناخب أن يبقى ناخباً حتى بدون وجود الإمبراطورية. في عام 1807، مع معاهدتي تيلسيت ضـُمتم المنطقة إلى مملكة فستفالن. أعادها مؤتمر فيينا إلى الوجود في عام 1814 بنفس الصفة السابقة. ظلت حتى عام 1866 كانتخابية داخل الاتحاد الألماني. تتكون من عدة كتل أراضي منفصلة شمالي فرانكفورت، تشكل مساحة سطحية قدرها 3699 ميلاً مربعاً، وعدد سكانها في عام 1864 كان 745.063 ساكن.

## أعلام
- فيلهلم الأول (ناخب هسن).

- جون ميلر.